# Ralph Plumb
Ralph Plumb (* 29. März 1816 in Busti, Chautauqua County, New York; † 8. April 1903 in Streator, Illinois) war ein US-amerikanischer Politiker.

## Leben
Nachdem Plumb mehrere Jahre in seinem Heimatbundesstaat geschäftlich tätig gewesen war, zog er nach Ohio. Dort war er 1855 Mitglied des Repräsentantenhauses von Ohio. Plumb studierte Jura und wurde 1857 in die Anwaltschaft aufgenommen. Er praktizierte in Oberlin im Lorain County. Während des Amerikanischen Bürgerkriegs diente er in der Unionsarmee. 1866 zog er nach Illinois und ließ sich dort in Streator nieder. 1882 bis 1885 war er der Bürgermeister der Stadt.
Plumb wurde als Republikaner in den Kongress gewählt und vertrat dort vom 4. März 1885 bis zum 3. März 1889 den Bundesstaat Illinois im US-Repräsentantenhaus. Nach seiner Karriere als Kongressabgeordneter kehrte er nach Streator zurück und wurde im Bankgewerbe tätig. Er starb 1903 in Streator und wurde auf dem Riverview Cemetery beerdigt.